# Derrumbe de la marquesina de la estación de Novi Sad
El 1 de noviembre de 2024, alrededor de las 11:50, se derrumbó la marquesina de la estación de trenes de Novi Sad (Serbia). En este suceso, 14 personas perdieron la vida, entre ellas un niño de seis años, y tres más resultaron heridas. Tres jóvenes sufrieron lesiones graves y se encontraban en estado crítico. Entre las víctimas identificadas hay ocho ciudadanos de Serbia y una persona de Macedonia del Norte.

## Antecedentes
En 2021, se aunució un plan de renovación y ampliación de la estación como parte de los esfuerzos del gobierno de Serbia para revitalizar y modernizar la infraestructura ferroviaria del país, incluyendo la introducción de trenes de alta velocidad. La renovación contemplaba la mejora de las vías, la construcción de una nueva plataforma y la rehabilitación completa del edificio principal, con ascensores adicionales para personas de movilidad reducida. Las obras comenzaron en septiembre de 2021.
Una condición para la renovación fue la demolición del puente Boško Perošević y la reconstrucción del puente Žeželj, de acuerdo con el proyecto de Aleksandar Bojović, que fue ejecutado por el consorcio internacional JV Azvi - Taddei - Horta Coslada International. La renovación de la estación de trenes fue llevada a cabo por las empresas chinas China Railway International y China Communications Construction Company (CCCC) como parte del proyecto del ferrocarril Budapest-Belgrado, que forma parte de un plan más amplio para una red ferroviaria internacional.
El edificio renovado de la estación fue inaugurado el 19 de marzo de 2022, con una nueva vía que alcanza velocidades de hasta 200 km/h entre Belgrado y Novi Sad.

## El accidente
El 1 de noviembre de 2024, alrededor de las 11:50, se derrumbó la marquesina sobre la entrada principal de la estación de Novi Sad. En este accidente, 14 personas perdieron la vida, incluyendo a un niño de seis años, y otras tres personas resultaron heridas.
El ingeniero civil Danijel Dašić declaró que la marquesina se derrumbó debido a una estructura adicional de acero con paneles de vidrio que se había instalado durante la renovación.

## Reacciones
El Gobierno de Serbia declaró el 2 de noviembre de 2024 como un día de duelo, mientras que Novi Sad decretó tres días de duelo. En la República Srpska también se declaró un día de duelo.
El presidente de Hungría, Viktor Orbán, expresó sus condolencias a Serbia y a las familias de las víctimas.
El presidente de Serbia, Aleksandar Vučić, exigió responsabilidad política y penal por el accidente. El consorcio chino que llevó a cabo las obras de renovación afirmó que la marquesina no formaba parte de la renovación.